# Дюртюлинский сельсовет
Дюртюлинский сельсовет — муниципальное образование в Шаранском районе Башкортостана.
Согласно Закону о границах, статусе и административных центрах муниципальных образований в Республике Башкортостан имеет статус сельского поселения.

## Географическое положение
Дюртюлинский сельсовет граничит с Зириклинским, Чалмалинским, Нижнезаитовским, Дмитриево-Полянским сельсоветами Шаранского района и Тюменякским сельсоветом Туймазинского района.

## Население
| 2002  | 2009  | 2010  | 2012  | 2013  | 2014  | 2015  |
| ----- | ----- | ----- | ----- | ----- | ----- | ----- |
| 1709  | ↗1719 | ↘1626 | ↘1590 | ↗1602 | ↘1597 | ↘1588 |
| 2016  | 2017  | 2018  |       |       |       |       |
| ↘1578 | ↘1544 | ↗1545 |       |       |       |       |

## Состав
В состав сельсовета входят 8 населённых пунктов:
- с. Барсуково,
- с. Дюртюли,
- с. Еремкино,
- д. Каракашлы,
- д. Сарсаз,
- д. Тат-Кучук,
- д. Укияз,
- д. Улик-Елга.

До 2012 года в сельсовет входила деревня Суюндюково, упраздненная согласно Указу «Об упразднении географического объекта в Шаранском районе Республики Башкортостан», принятого Государственным Собранием — Курултаем Республики Башкортостан 26 января 2012 года.